# Magenta (Mediolan)
Magenta – miejscowość i gmina we Włoszech, w regionie Lombardia, w prowincji Mediolan, oddalona 55 km na zachód od Mediolanu.
Miejsce bitwy pomiędzy Austrią i zjednoczonymi wojskami francusko-sardyńskimi podczas wojny o zjednoczenie Włoch 4 czerwca 1859. Urodzili się tu: producent filmowy Carlo Ponti oraz katolicka święta Joanna Beretta Molla.
Według danych z roku 2004 gminę zamieszkiwało 22 839 osób, 1087,6 os./km².